# Jedoma
Jedoma je označení používané 1. pro specifický typ krajiny, 2. pro druh permafrostu 3. pro plochu mezi ostatními krajinnými segmenty permafrostu

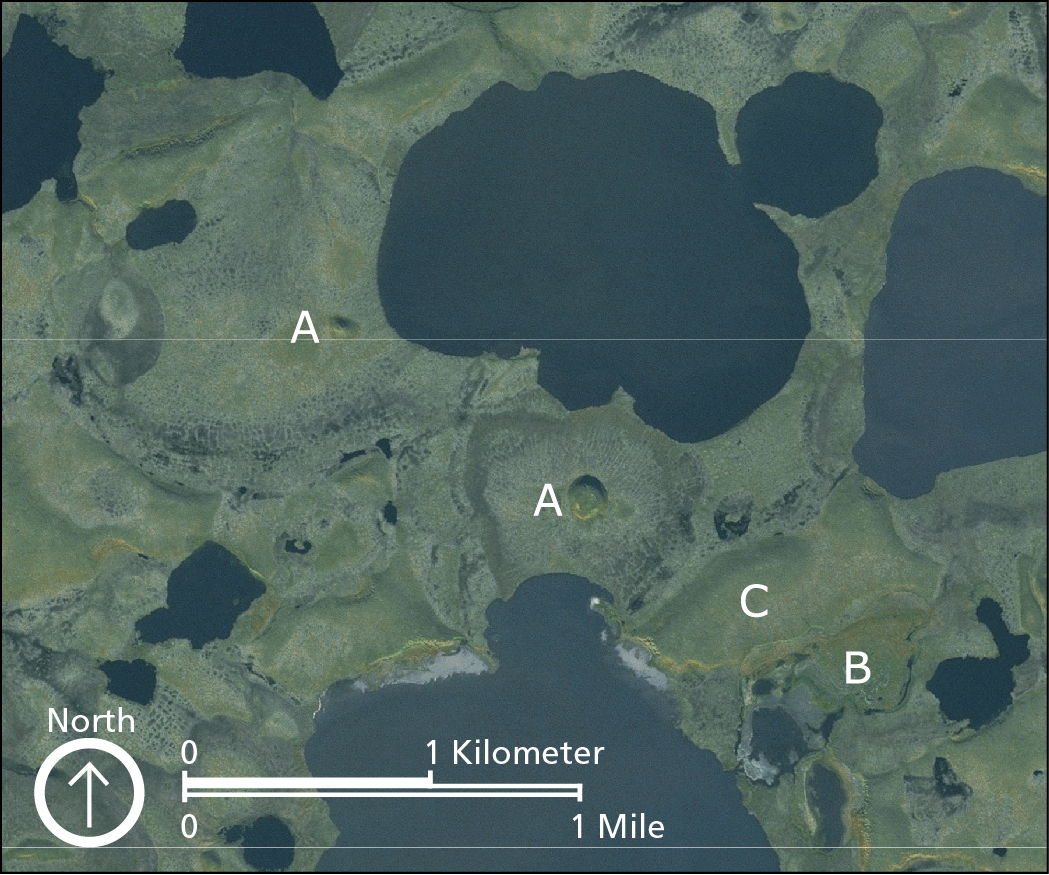
A - bývalé termokrasové jezero s tvořící se polygonální půdou, B - pingo, C - jedoma.

## Krajina
Jedoma je typ krajiny, který je tvořena ledovcovými pláněmi a kopci s mělkými proláklinami. Jedoma se obvykle tvoří v nížinách nebo na úsecích země se zvlněnými kopci, kde jsou přítomny ledové klínové polygonální sítě, ve stabilních reliéfních útvarech s akumulačními zónami se špatným odvodněním, silně chladnými a suchými kontinentálními klimatickými zónami, což má za následek řídký vegetační kryt a intenzivní periglaciální procesy zvětrávání.

## Permafrost
Jedoma je permafrost s vysokým obsahem biomasy z období pleistocénu. Takový permafrost je bohatý na organický uhlík, který tvoří asi 2 % jeho hmotnosti. Obsah ledu v tomto permafrostu je 50–90 %.
Množství uhlíku zachyceného v tomto typu permafrostu je mnohem větší, než se původně předpokládalo, a může dosahovat výše 210 až 450 Gt uhlíku, Rozmrazující jedomy jsou významným zdrojem atmosférického metanu (asi 4 Tg CH4 ročně). Na konci poslední doby ledové, na přechodu z pleistocénu do holocénu, mohlo rozmrazování jedom v kombinaci s činností výsledných termokrasových jezer způsobit 33% až 87% nárůst koncentrace atmosférického metanu.

## Rozšíření
Jedoma v současnosti zaujímá plochu více než jeden milion kilometrů čtverečních od severovýchodní Sibiře po Aljašku a Kanadu a v mnoha regionech je tlustá desítky metrů. Během posledního ledovcového maxima, kdy byla globální hladina moře o 120 m níže než dnes, pokrývala podobná ložiska podstatná území odkrytých severovýchodních euroasijských kontinentálních šelfů.